# David O'Keeffe
David O'Keeffe (1942) è un giurista inglese.

## Carriera
Dal 2008 presiede il tribunale della funzione pubblica europea con sede nella badia Fiesolana di San Domenico di Fiesole.  È professore emerito di diritto europeo presso l'Università di Londra. È Senior Counsel presso Dentons, il più grande studio legale del mondo.
È stato referendario presso la Corte di giustizia europea (1985-1990).  Nel 1993, dopo alcuni anni passati come professore di diritto europeo e preside della facoltà di giurisprudenza all'Università di Durham (1990-1993), diviene titolare della cattedra di diritto europeo presso l'University College (Londra), che mantiene fino al 2004.  Insegna la stessa materia al Collegio d'Europa (1993-2007).
Intensa è l'attività di conferenziere su invito presso diversi istituti e università, sia in Italia (Firenze, Siena, l'Istituto universitario europeo), che all'estero. Ha fondato la rivista European Foreign Affairs Review ed è stato inoltre membro del comitato scientifico della rivista Common Market Law Review dal 1985 al 2005. È consulente in materia di diritto dell'Unione europea per la Camera dei Lord ed è stato inoltre consulente del Parlamento europeo e del mediatore europeo. Durante la presidenza olandese della Comunità economica europea è stato consulente del governo olandese per il Trattato di Maastricht. Nel 1997, è stato designato membro del gruppo ad alto livello istituito in seno alla Commissione europea presieduto dalla onorevole Simone Veil.

## Opere (selezione)
- Legal Issues of the Maastricht Treaty, Londra, 1994
- Legal Issues of the Amsterdam Treaty Londra, 1999
- Judicial Review in European Union Law Londra, 2001

È autore di 12 libri e oltre 200 saggi sul diritto dell'UE. Le sue ricerche più recenti riguardano gli accordi misti in diritto europeo, le questioni di competenza tra l'Unione e gli Stati membri, ovvero il rapporto tra diritto dell'UE e diritto internazionale pubblico. Si occupa in particolare dei trattati bilaterali per gli investimenti (sentenza del 25 gennaio 2022, Commissione/ European Food SA, Micula ed altri, C 638/19 P, EU:C:2022:50, e sentenza del 16 settembre 2021, Commissione/ Belgio e Magnetrol International, C 337/19 P, EU:C:2021:741).